# Johan Arnold Joseph Kannegiesser
Johan Arnold Joseph Kannegiesser (Brüggen, 1781 - Horst, 22 januari 1843) was een Nederlands burgemeester. Hij bekleedde dit ambt voor de gemeente Horst van 1808 tot 1815. Eerder was hij notaris in dezelfde gemeente.